# 科瓦镇 (佩纳菲耶尔)
科瓦镇是葡萄牙波尔图区的一个堂区。总面积6.4平方公里，总人口763人，人口密度119.2人/平方公里。